# Scylla (crustacé)
Pour les articles homonymes, voir Scylla.
Genre
Scylla est un genre de crabes de la famille des Portunidae. Il comporte quatre espèces actuelles et neuf fossiles.

## Liste des espèces
Selon World Register of Marine Species (28 mai 2015) :
- Scylla olivacea (Herbst, 1796)
- Scylla paramamosain Estampador, 1949
- Scylla serrata (Forskål, 1775) - crabe des palétuviers
- Scylla tranquebarica (Fabricius, 1798)

Espèces fossiles selon Paleobiology Database (28 mai 2015) :
- †Scylla costata Rathbun, 1919
- †Scylla floridana Rathbun, 1935
- †Scylla hassiaca Ebert, 1887
- †Scylla laevis Böhm, 1922
- †Scylla marianae Hu & Tao, 1996
- †Scylla michelini A. Milne-Edwards, 1860
- Scylla molassica
- †Scylla ozawai Glaessner, 1933
- †Scylla sindensis (Stoliczka, 1871)

## Référence
- de Haan, 1833 : Crustacea. in Fauna Japonica sive Descriptio Animalium, Quae in Itinere per Japoniam, Jussu et Auspiciis Superiorum, qui Summum in India Batava Imperium Tenent, Suscepto, Annis 1823–1830 Collegit, Noitis, Observationibus et Adumbrationibus Illustravit. p. 1–243.